# Distretto di Belogorsk (Crimea)
Il distretto di Belogorsk (in russo Белогорский район?, Belogorskij rajon; in ucraino Білогірський район?, Bilohirs'kyj rajon; in tataro: Qarasuvbazar rayonı) è un rajon appartenente de jure alla Repubblica Autonoma di Crimea e de facto alla Repubblica di Crimea, con 64.262 abitanti al 2013. Il capoluogo è l'omonima città.

## Geografia antropica
Il distretto è suddiviso in una città, un insediamento urbano e 17 insediamenti rurali con 78 villaggi.

### Città
- Belogorsk

### Insediamenti di tipo urbano
- Šuja

## Popolazione
Composizione della popolazione secondo i dati del censimento del 2001:
| Nazionalità       | Numero abitanti | Dato percentuale |
| Russi             | 32.706          | 49,2             |
| Tartari di Crimea | 19.425          | 29,2             |
| Ucraini           | 10.749          | 16,2             |
| Bielorussi        | 622             | 0,9              |
| Tatari            | 454             | 0,7              |
| Greci             | 263             | 0,4              |
| Polacchi          | 193             | 0,3              |
| Armeni            | 190             | 0,3              |
| Usbechi           | 130             | 0,2              |
| Tedeschi          | 102             | 0,2              |
| Moldavi           | 87              | 0,1              |